# 放置
| ウィキペディアには「放置」という見出しの百科事典記事はありません（タイトルに「放置」を含むページの一覧/「放置」で始まるページの一覧）。 代わりにウィクショナリーのページ「放置」が役に立つかもしれません。 |